# Jack Valadas
Jack (Joaquim) Valadas (* 15. Januar 1985 in Pretoria) ist ein südafrikanischer Eishockeyspieler, der seit 2021 erneut bei den Kempton Park Sabres in der Gauteng Province Ice Hockey League spielt.

## Karriere
Jack Valadas begann seine Karriere bei den Johannesburg Bulls. Zur Saison 2003 wechselte er zu den Kempton Park Wildcats (bis 2015: Wildcats Johannesburg, früher auchKrugersdorp Wildcats), für die er in der Gauteng Province Ice Hockey League, einer der regionalen Ligen, deren Sieger den südafrikanischen Landesmeistertitel ausspielen, auf dem Eis steht. Mit den Wildcats gewann er 2003 und 2004 den südafrikanischen Meistertitel. Seit 2021 spielt er bei den Kempton Park Sabres, für die er bereits 2017 auf dem Eis stand.

### International
Valadas stand im Juniorenbereich für Südafrika bei den U18-Junioren-Weltmeisterschaften 2001, 2002 (jeweils in der Division III) und 2003 (in der Division II) sowie bei den U20-Junioren-Weltmeisterschaften
2002 (in der Division III), 2003, 2004 (jeweils in der Division II) und 2005 (erneut in der Division III) für Südafrika auf dem Eis.
Mit der Herren-Nationalmannschaft nahm der Stürmer an den Welttitelkämpfen der Division II 2002, 2003, 2006, 2009, 2012, 2014 und 2015 sowie der Division III 2005, 2007, 2008, 2010, als er die meisten Torvorlagen und Scorerpunkte des Turniers aufweisen konnte, 2011, 2013, 2016, 2017, 2018, 2019, 2022, 2023 und 2024 teil. Zudem vertrat er seine Farben bei der Olympiaqualifikation für die Winterspiele in Mailand 2026.

## Erfolge und Auszeichnungen
- 2002 Aufstieg in die Division II bei der U18-Junioren-Weltmeisterschaft
- 2002 Aufstieg in die Division II bei der U20-Junioren-Weltmeisterschaft
- 2005 Aufstieg in die Division II bei der Weltmeisterschaft der Division III
- 2008 Aufstieg in die Division II bei der Weltmeisterschaft der Division III
- 2010 Meiste Vorlagen und Scorerpunkte bei der Weltmeisterschaft der Division III, Gruppe B
- 2011 Aufstieg in die Division II, Gruppe B, bei der Weltmeisterschaft der Division III
- 2013 Aufstieg in die Division II, Gruppe B, bei der Weltmeisterschaft der Division III
- 2022 Aufstieg in die Division III, Gruppe A, bei der Weltmeisterschaft der Division III, Gruppe B